# 伊達政道
伊達 政道（だて まさみち）は、安土桃山時代の武将。伊達輝宗の次男。幼名は竺丸（じくまる）。通称の小次郎（こじろう）の名で知られており、「政道」とする名乗りを証明する当時の史料は現存していない。

## 生涯
永禄11年（1568年）頃、伊達輝宗の次男として誕生。母は最上義守の娘・義姫で、伊達政宗の同母弟にあたる。祖父・晴宗は蘆名盛高の外孫であるため、政道は蘆名盛高の玄孫に当たる。
巷談では、母の義姫は最上氏と対立した政宗よりも弟の小次郎を愛したため、伊達氏内部で政宗と小次郎による家督争いが起こった、とされるが、輝宗はそれ以前の天正12年（1584年）には政宗に家督を譲っている。
歴史学者の小林清治は、政宗の家督継承が蘆名盛隆暗殺事件と同じ月であったこと、輝宗が蘆名盛氏（盛隆の養父）に対して次男（後の小次郎）が成長した後に盛氏に奉公させる、すなわち蘆名氏に入れる相談をしたと記す書状が現存すること、更に後の小田原征伐直前に政宗が豊臣政権に対して蘆名氏討伐の理由に「父の輝宗が蘆名家より（政宗の）弟を蘆名の当主にする約束をされていたのに、その後佐竹氏から養子を迎えた」と主張している記録があることに注目し、蘆名盛隆暗殺直後にも小次郎を蘆名氏の当主に迎え入れる話が上っていたものの、佐竹氏の妨害によって失敗したことが伊達氏の当主交代の一因であったと主張している（輝宗は盛隆死去の翌年に死去しているため、後年の家督争い時には関わっていない）。
天正15年（1587年）、再び蘆名氏の後継者問題が起こると、小次郎が蘆名氏の当主として推薦されたが、蘆名氏の執権である金上盛備の策略によって、佐竹義重の子・蘆名義広が当主となった。
天正15年(1587年)7月14日、小次郎は兄の政宗と共に、夏刈の資福寺に出かけ、父の御廟を参詣。米沢城に帰城後は母の住む御東を訪れる。
天正18年（1590年）、急死した。兄弟対立の末に政宗によって殺されたといわれることが多い。
政宗が豊臣秀吉の小田原征伐に参陣する挨拶のため、母の義姫の招きを受けて赴いたとき、義姫と政道（小次郎）によって政宗は毒殺されかけ、これがきっかけで政宗自ら政道を殺害した、または、義姫の政宗への毒殺未遂の責任を取って自害（陰腹）した等諸説あるが、これらは出典が江戸時代の書物『治家記録』であるため、後世の創作であるともいわれており、政道の死因については確たる史料は無く、謎のままである。創作文芸等では天正18年誅殺説が踏襲されることが多い。天正18年に亡くなったのであれば、享年は13・17・23のいずれかとなる。

## 勘当と法要
なお、政宗によって7代の勘当を言い渡されており、寛政5年（1793年）に政宗から数えて8代目の当主・伊達斉村就任によってそれが解かれ、死後203年目にして法要が営まれた。

## 登場する作品
- 『独眼竜政宗』（1987年NHK大河ドラマ、演：岡本健一（少年時代：山ノ井隆信））
- 政宗ダテニクル（声：山口立花子）2016年のアニメ作品および2021年の劇場アニメ作品。福島県伊達市のご当地アニメとしてガイナが制作。